# Laak (België)

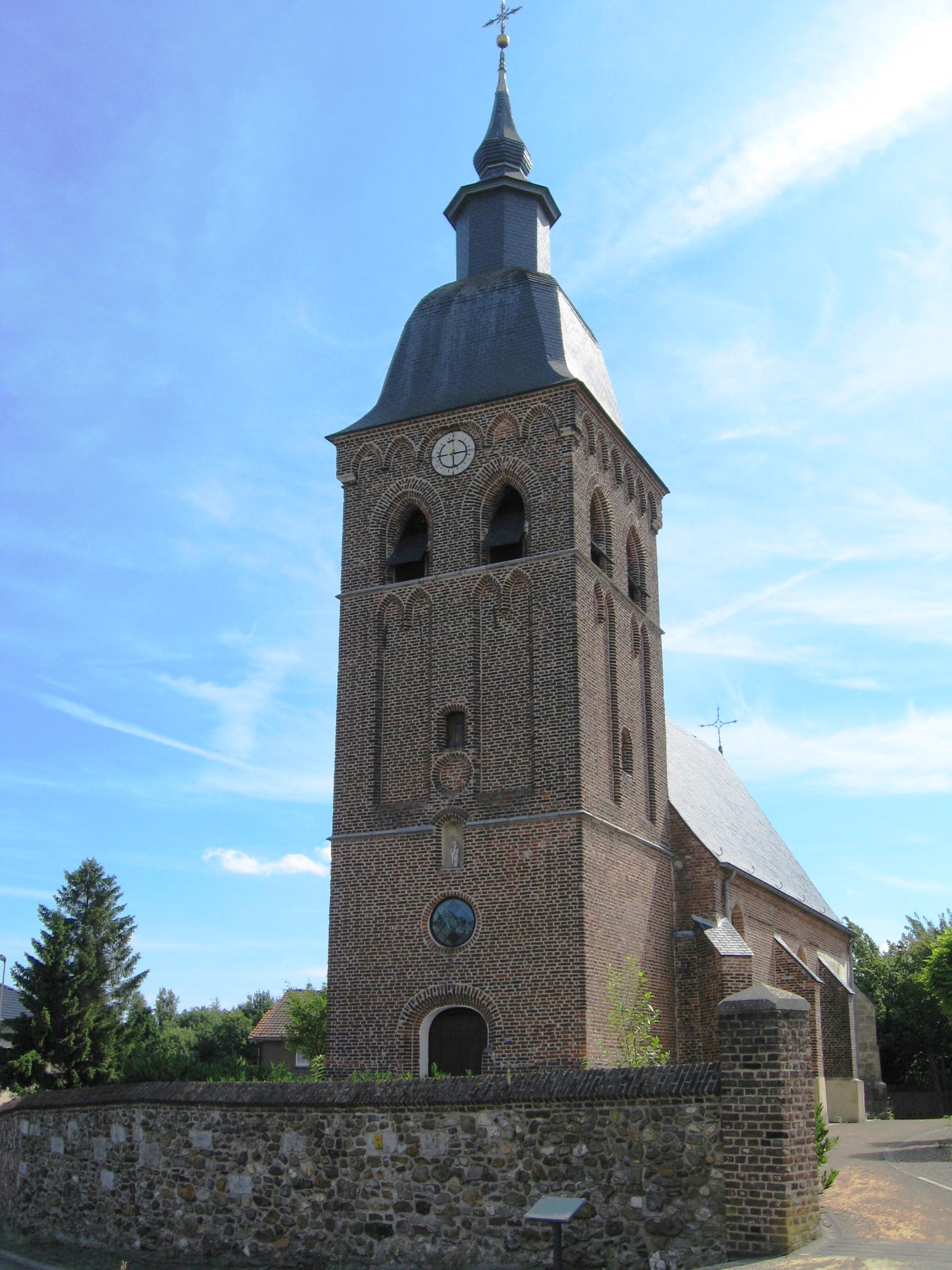
Onze-Lieve-Vrouw-van-Zeven-Weeënkerk

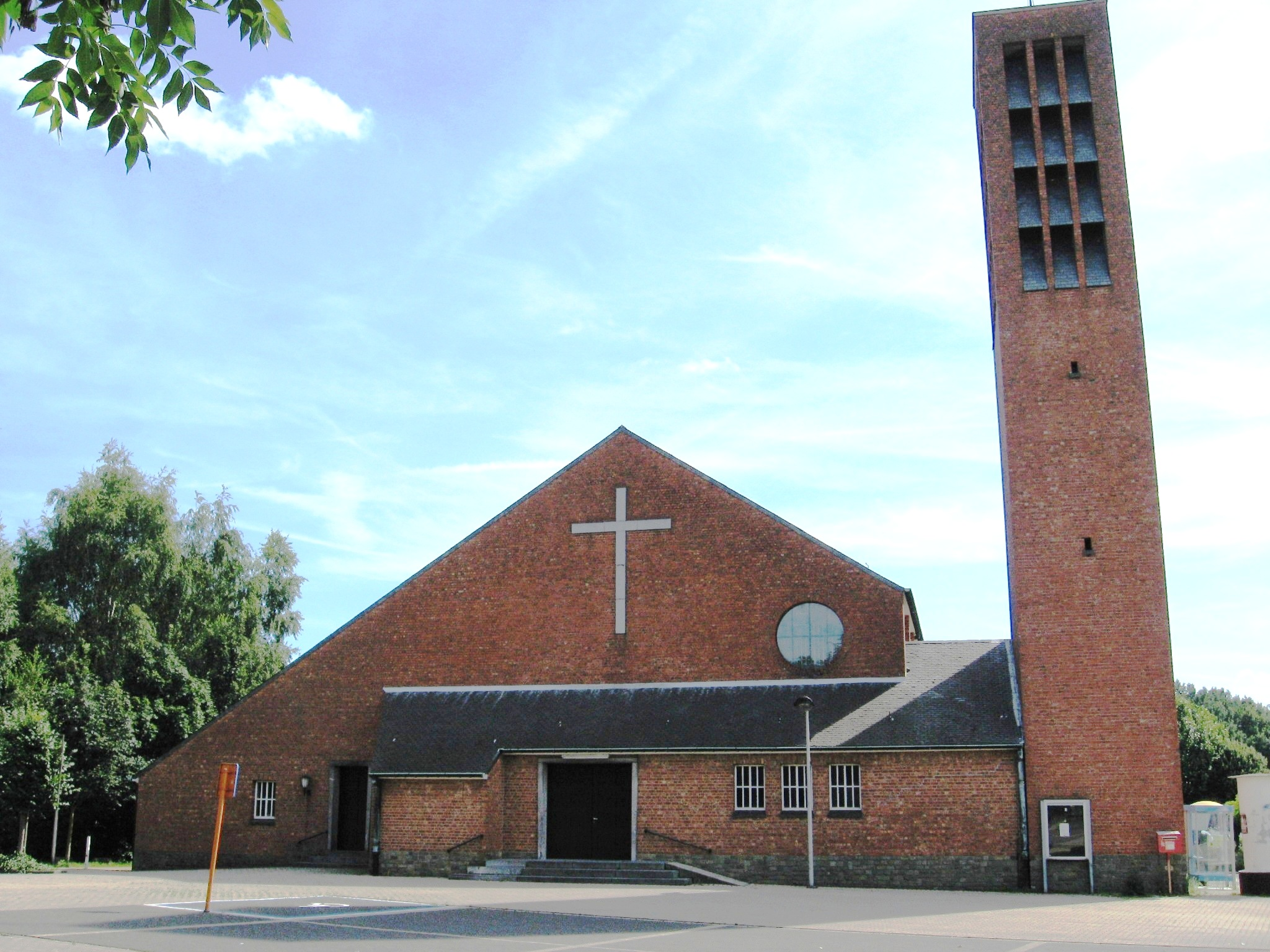
Sint-Jozef Werkmankerk

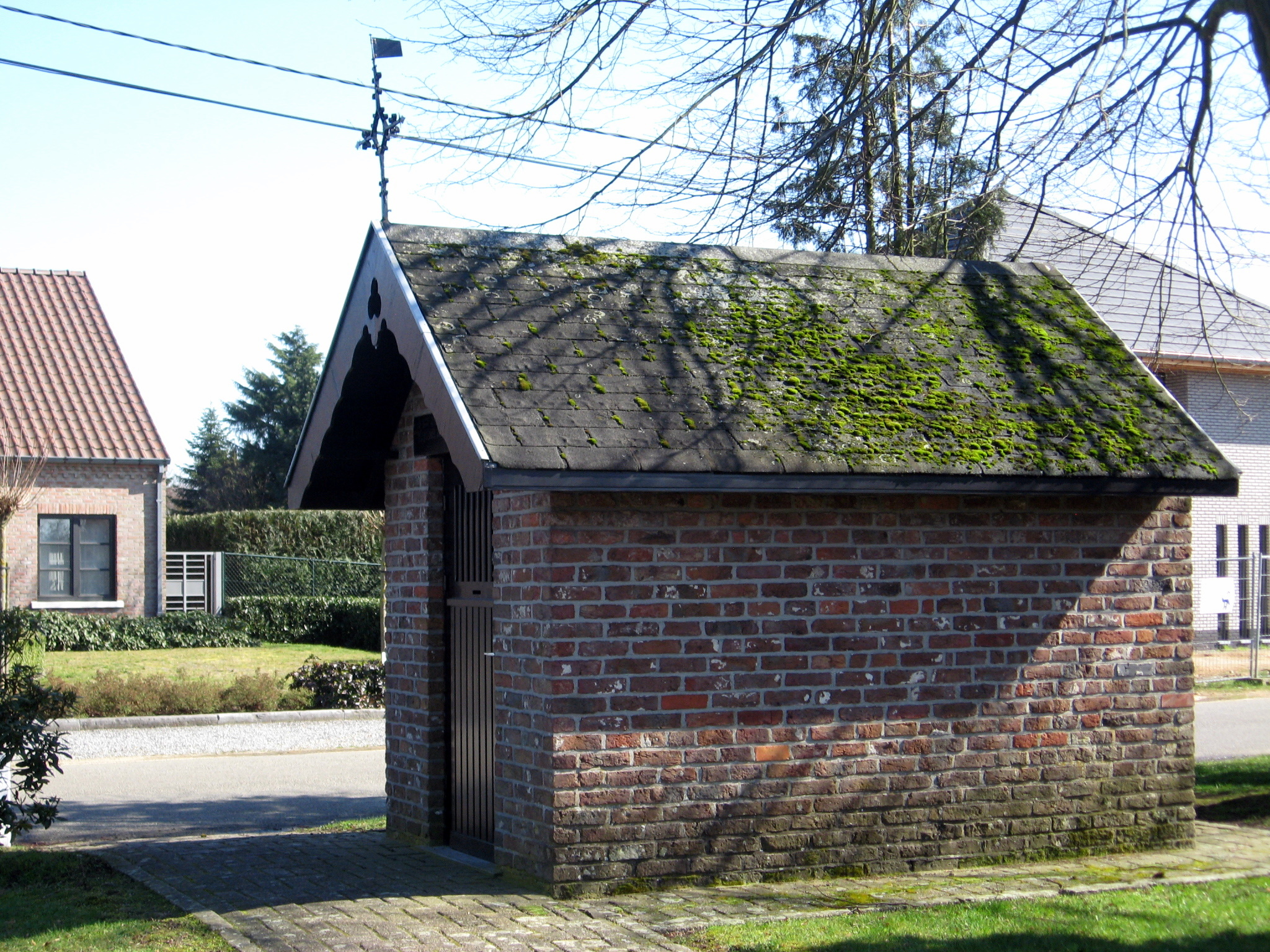
Kapel Onze-Lieve-Vrouw van Onrust

Laak is een gehucht in de gemeente Houthalen-Helchteren in de Belgische provincie Limburg. Het bevindt zich in het noorden van Houthalen, waar het tegenwoordig min of meer aan is vastgegroeid.

## Toponymie
Laak werd voor het eerst genoemd als Lacu in 1230, later ook als Lake. Dit betekent moeras.

## Geschiedenis
Op de Ferrariskaart uit de jaren 1770 is de plaats weergegeven als het gehucht Laeck.
In 1901 kreeg Laak een openbare school, enkele jaren later gevolgd door een katholieke school.

## Kerken
- Laak is vooral bekend vanwege de Onze-Lieve-Vrouw-van-Zeven-Weeënkerk, aan Daalstraat 122, een bedevaartskerk op een bescheiden hoogte, en waarvan het oudste deel uit omstreeks 1500 dateert. Voor die tijd was er een romaans kerkje. Mogelijk is de kerk van Laak de eerste parochiekerk van Houthalen geweest.

- Van veel later tijd is de Sint-Jozef Werkmankerk, welke van 1965 dateert en die werd ontworpen door architect Dewandre. Het is een sobere, eenbeukige bakstenen zaalkerk onder zadeldak, met een voorportaal onder lessenaardak, waar een robuuste rechthoekige bakstenen toren tegenaan is gebouwd.

- De kapel Onze-Lieve-Vrouw van Onrust, aan de Kleine Heresteeg, dateerde oorspronkelijk van 1688. Op 15 december 1979 velde een storm een lindeboom, welke op zijn beurt de kapel vernielde. In 1980 werd een nieuwe kapel gebouwd. Het oorspronkelijke olmenhouten Mariabeeldje, waarschijnlijk stammend uit eind 13e eeuw, werd in 1976 gestolen en vervangen door een Onze-Lieve-Vrouw van Lourdes, en na de herbouw door een gipsen Onze-Lieve-Vrouw van Smarten.

## Schans
Ten noorden van Laak ligt het gebied Lakerschans. Deze schans, van ruim 1 ha, werd voor het eerst vermeld in 1599. In de toenmalige onrustige tijden werd de bevolking hier bescherming geboden tegen plunderende troepen. De schans bestond uit een omgrachte hoogte, en de gracht werd gevoed door de nabijliggende Mangelbeek. De hoogte is nog enigszins in het moerassige landschap te herkennen. Er werden enkele goudstukken in dit gebied gevonden.

## Economie
Tot in de 18e eeuw werd in Laak leem gewonnen, waarvan tichels werden gebakken.
Ten oosten van Laak ligt tegenwoordig een groot bedrijventerrein, Europark genaamd.